# Julius Jordan (Archäologe)

Julius Jordan als Mitglied der Sängerschaft Erato in Dresden, 1900

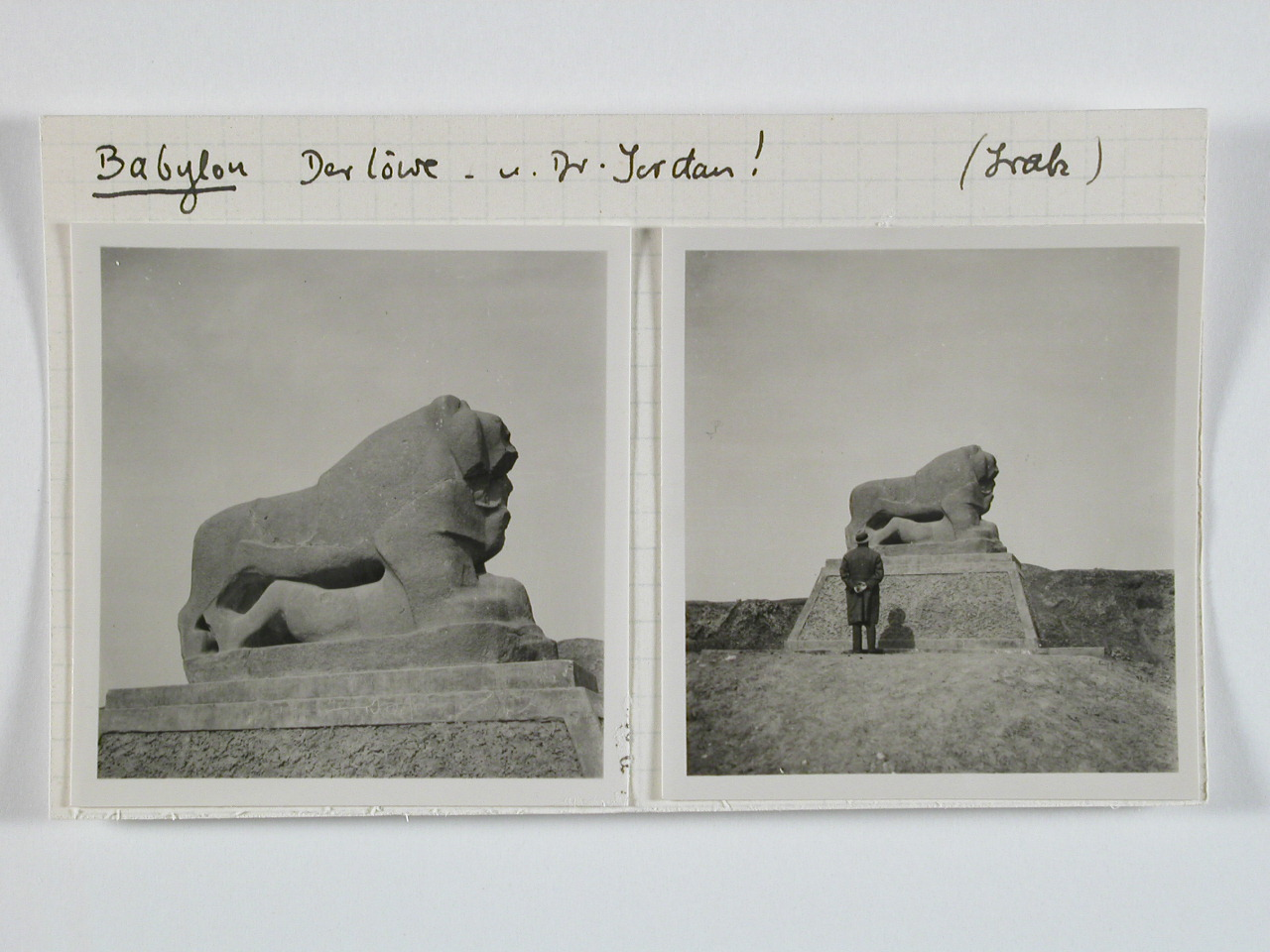
Babylon, Der Löwe und Julius Jordan (1933/34)

Julius Johann Heinrich Jordan (* 27. Oktober 1877 in Cassel; † 7. Februar 1945 in Berlin) war ein deutscher Vorderasiatischer Archäologe und Bauforscher.

## Leben
Nach der Absolvierung des Wilhelm-Gymnasiums in Kassel kam er im Frühjahr 1896 zum Studium der Architektur an die damaligen Hochbauabteilung der Technischen Hochschule Dresden. In Dresden wurde er Mitglied der Sängerschaft Erato. Nach Abschluss seiner Studien um 1902 betätigte er sich zunächst als Regierungsbauführer in Chemnitz. Durch Walter Andrae wurde er 1904 in die deutschen Grabungen in Assur einbezogen und blieb acht Jahre bei dieser Aufgabe. Zwischenzeitlich wurde er 1910 bei Cornelius Gurlitt in Dresden promoviert. Seine Dissertation „Konstruktionselemente assyrischer Monumentalbauten“ schloss er mit Auszeichnung ab. 
1912 bis 1913 übernahm Julius Jordan die ersten Ausgrabungen gemeinsam mit Conrad Preusser im Auftrag der Deutschen Orientgesellschaft in Uruk-Warka. Nach Teilnahme am Ersten Weltkrieg und Beschäftigung in einem Architekturbüro in München konnte er erst 1926 seine archäologische Wirksamkeit im Irak wieder aufnehmen. 1928 bis 1931 setzte er seine Ausgrabungen in Uruk-Warka fort. 1931 bis 1939 trat er in irakische museale Dienste. Während des Zweiten Weltkrieges war er als Berater am Deutschen Archäologischen Institut und als Gastprofessor für Baugeschichte an der Technischen Hochschule Berlin tätig. Er starb im Februar 1945 im Franziskus-Krankenhaus im Tiergarten an einem Magengeschwür. Seine letzte Ruhestätte fand er auf dem Südwestkirchhof Stahnsdorf bei Berlin.

## Schriften
- Konstruktionselemente assyrischer Monumentalbauten. Dresden 1910 (= Dissertation).
- Grabungsberichte. In: Mitteilungen der Deutschen Orient-Gesellschaft. 1906–1913.
- Uruk-Warka. 51. Wissenschaftliche Veröffentlichung der Deutschen Orient-Gesellschaft, 1928 (Neudruck Osnabrück 1969).
- Vorläufiger Bericht über die von der Notgemeinschaft der Deutschen Wissenschaft in Uruk-Warka unternommenen Ausgrabungen. In: Abhandlungen der Preußischen Akademie der Wissenschaften. Jg. 1929, Jg. 1930 und Jg. 1931.
- Die Ausgrabungen der Notgemeinschaft der Deutschen Wissenschaft in Uruk-Warka 1930/1931. Kurzbericht. s.l.1933.
- A guide through the ruins of Babylon and Borsippa. Bagdad 1937.
- Der nahe Osten. Stuttgart 1942.